# Adolf Just
Adolf Just (Lüthorst, presso Hannover, 8 agosto 1859 – Blankenburg, 20 gennaio 1936) è stato un medico tedesco sostenitore delle teorie naturali di Jean-Jacques Rousseau del ritorno alla natura.
Inventò il Jungborn o fontana della giovinezza, nonché una serie di terapie all'aperto. 
Fondò una casa di cura ad Harz e scrisse il libro Ritorno alla natura. Non si occupò solo di guarigione ma del modo di vestire, dell'istruzione, dell'agricoltura, di nutrizione (privilegiava l'alimentazione naturale integrale, noci e frutta e considerava il fuoco nemico della salute) e fu molto critico sulle vaccinazioni e sulla vivisezione. 
La base della sua presunta terapia consisteva in abbassare il calore viscerale con acqua fredda, terra (che ritiene più potente dell'acqua), fango sull'addome e sui genitali.